# 은비령 (드라마)
《은비령》은 KBS 2TV에서 1999년 1월 17일에 방영된 일요베스트이다. 1997년도 현대문학상 수상작인 이순원의 동명 소설을 원작으로 극화하였다.
한편, 이 드라는 방송위원회가 주는 ‘이 달의 좋은 프로그램’에 선정되기도 했다.

## 줄거리
옛 친구의 아내 선혜와의 약속 장소로 가던 소설가 정우는 라디오에서 영동지역에 눈이 내린다는 소식을 듣고 갑자기 차를 돌린다.

## 등장 인물

### 주요 인물
- 이창훈 : 이정우 역
- 이영애 : 선혜 역

### 그 외 인물
- 홍일권 : 최준서 역
- 맹상훈
- 김복희
- 이한위
- 최용욱
- 한범희
- 최상길
- 박유승 : 경찰 역
- 손종범
- 이칸희